# خانواده آلدوبراندینی
خانواده آلدوبراندینی (انگلیسی: Aldobrandini family) یک خانواده با نفوذ ایتالیایی می‌باشند، که اصالتاً اهل فلورانس و اکنون ساکن رم هستند و روابط نزدیکی با واتیکان دارند. ثروت این خانواده زمانی به دست آمد که ایپولیتو آلدوبراندینی؛ با نام کلمنت هشتم، به‌عنوان پاپ انتخاب شد. او ازدواجی را ترتیب داد که آلدوبراندینی‌ها را با خانواده پامفیلی پیوند داد. خانواده آلدوبراندینی از طریق ازدواج با خانواده فارنزه (رانوچیو اول دوک پارما، با مارگریتا آلدوبراندینی ازدواج کرده بود) و نیز پیوند خانوادگی با خانواده بورگزه (از زمانی که المپیا آلدوبراندینی با پائولو بورگزه ازدواج کرد) مرتبط می‌باشند.